# سهيل عرفة
سهيل عرفة (1935 - 25 مايو 2017) هو ملحن وموسيقار سوري، بدأ مطربا ثم انتقل إلى التلحين متزوج وله أربعة أولاد، وهو والد الفنانة أمل عرفة.

## أعماله
دخلت ألحانه الشهيرة التي قدمها منذ نهاية الخمسينات، الوجدان العام، ورددتها الجماهير العربية في كل مكان، فهو صاحب لحن «يا دنيا» و«بلدي الشام» لوديع الصافي والأغنية الأخيرة شاركته فيها فاتن حناوي، و«يامال الشام»، و«ميلي مال الهوى»، لصباح فخري و«عالبساطة»، و«بياع التفاح»، و «أخذ قلبي سكارسة» لصباح و«يا طيرة طيري يا حمامة» لشادية، و «بالأمس كانت» لفهد بلان، و«رمانا بحبه يا قلبي»، و«والله لنصب تلفون» لنجاح سلام، و«قدك المياس» لطروب، و«يعطيك العافية يا بو العوافي» لسمير يزبك، و«من قاسيون أطل يا وطني» لدلال الشمالي، و«ودي المراكب عالمينا» لمروان محفوظ، و ("صباح الخير يا وطناً") لأمل عرفة وفهد يكن. وعشرات الأغاني الشهيرة الأخرى، التي لحنها خلال مسيرته الفنية الطويلة، وأطلقها بأصوات كبار نجوم الغناء في عالمنا العربي.

## وفاته
توفي يوم الخميس 25 مايو 2017 عن عمرٍ يناهز 82 سنة بعد صراعٍ مع مرض السرطان.

## وصلة خارجية
- سهيل عرفة على موقع ميوزك برينز (الإنجليزية)
- سهيل عرفة على موقع ديسكوغز (الإنجليزية)
- * سهيل عرفة على قاعدة بيانات الأفلام العربية.